# Alburnoides
Alburnoides là một chi cá trong họ Cá chép. Alburnoides phân bố rộng rãi ở Thổ Nhĩ Kỳ trong các sông, suối của các lưu vực biển Aegean, biển Đen và Marmana, chỉ không xuất hiện ở lưu vực Địa Trung Hải. Nó được phân biệt bởi các điểm đen nhỏ ở hai bên sườn, đặc biệt là những điểm nổi bật ở phía trước thân.

## Các loài
Có 22 loài trong chi này:
- Alburnoides bipunctatus Bloch, 1782
- Alburnoides devolli Bogutskaya, Zupančič & Naseka, 2010
- Alburnoides eichwaldii De Filippi, 1863
- Alburnoides emineae Turan, Kaya, Ekmekçi & Doğan, 2014 [1]
- Alburnoides fangfangae Bogutskaya, Zupančič & Naseka, 2010
- Alburnoides fasciatus Nordmann, 1840
- Alburnoides gmelini Coad & Bogutskaya, 2009
- Alburnoides holciki Coad & Bogutskaya, 2012 [2]
- Alburnoides idignensis Coad & Bogutskaya, 2009
- Alburnoides kubanicus L. S. Berg, 1932
- Alburnoides manyasensis Turan, Ekmekçi, Kaya & Güçlü, 2013 [3]
- Alburnoides namaki Coad & Bogutskaya, 2009
- Alburnoides nicolausi Coad & Bogutskaya, 2009
- Alburnoides oblongus Bulgakov, 1923 (Tashkent riffle bleak)
- Alburnoides ohridanus S. L. Karaman, 1928
- Alburnoides petrubanarescui Coad & Bogutskaya, 2009
- Alburnoides prespensis S. L. Karaman, 1924
- Alburnoides qanati Coad & Bogutskaya, 2009
- Alburnoides recepi Turan, Kaya, Ekmekçi & Doğan, 2014 [1]
- Alburnoides taeniatus Kessler, 1874 (Striped bystranka)
- Alburnoides varentsovi Bogutskaya & Coad, 2009
- Alburnoides velioglui Turan, Kaya, Ekmekçi & Doğan, 2014